# Gatos de Monagas
Pour les articles homonymes, voir Aragua.
Les Gatos de Monagas, anciennement Toros de Aragua, sont un club vénézuélien de basket-ball évoluant en Liga Profesional de Baloncesto, soit le plus haut niveau du championnat vénézuélien. Le club est basé dans la ville de Maturín.

## Noms successifs
- Depuis 2005 : Gatos de Monagas
- Avant 2005 : Toros de Aragua